# موكا (الولايات المتحدة)
موكا هي بلدية في بورتوريكو، في الولايات المتحدة، بلغ عدد سكانها 37,746  نسمة وذلك حسب إحصائيات سنة 2015، تبلغ مساحتها 133 كيلومتر مربع، رمزها البريدي هو 00676.

## معرض صور

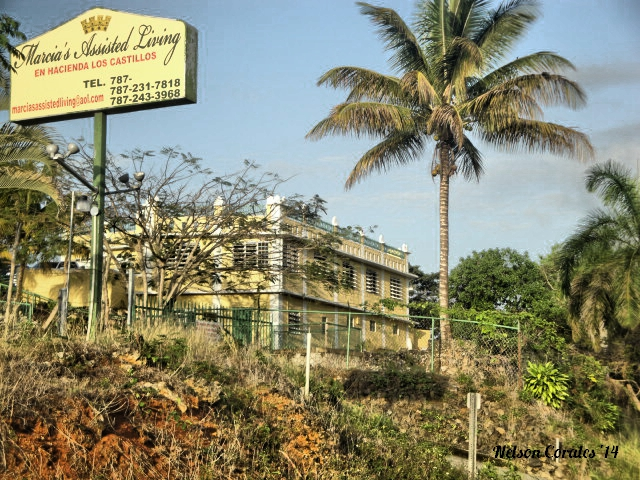
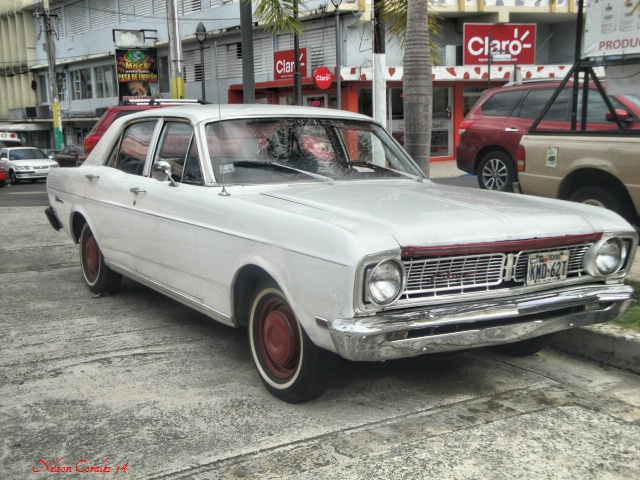
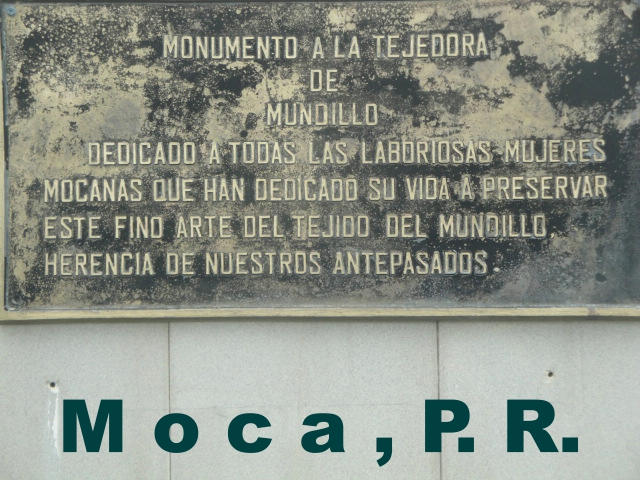
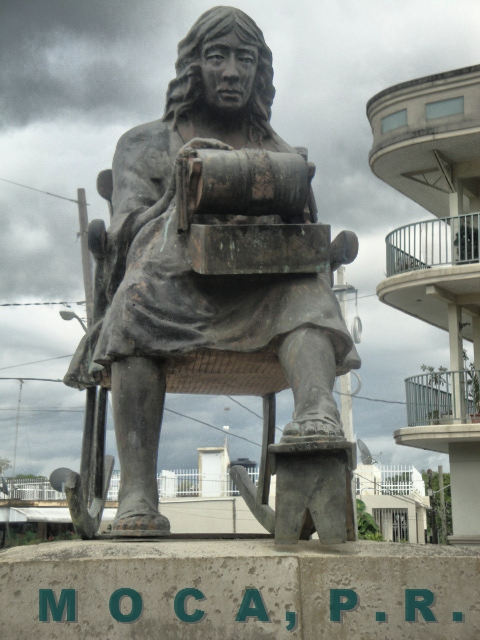
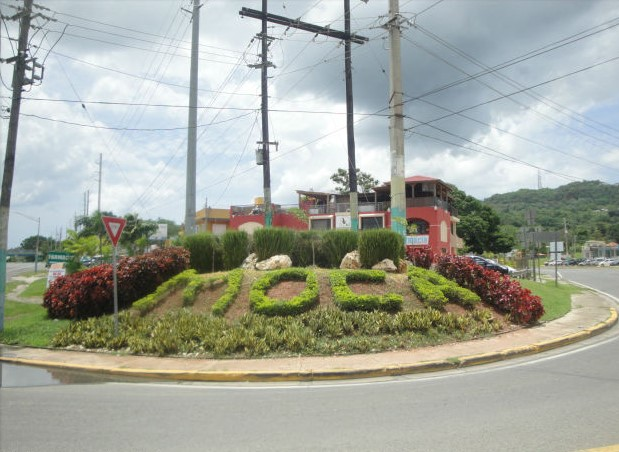

## أعلام
- اريك ألفارو
- كارلوس كوينتانا